# Sainte-Geneviève-des-Bois, Loiret
Sainte-Geneviève-des-Bois är en kommun i departementet Loiret i regionen Centre-Val de Loire strax norr Frankrikes mitt. Kommunen ligger i kantonen Châtillon-Coligny som tillhör arrondissementet Montargis. År 2022 hade Sainte-Geneviève-des-Bois 1 062 invånare.

## Befolkningsutveckling
Antalet invånare i kommunen Sainte-Geneviève-des-Bois
| Referens: INSEE |